# 陳玉玫
陳玉玫（1961年10月31日—），臺灣女演員。活躍於1980年代，早期是中視當家花旦，曾演出多部膾炙人口的電視劇。1991年嫁作人妻後息影。2002年離婚，2005年復出演出《金色摩天輪》。目前現居台灣。
前香港圓山台灣料理監督。

## 電視劇
| 年份   | 頻道       | 劇名                               | 飾演       |
| 1983年 | 中視無線台 | 《歸雁》                           |            |
| 1984年 | 中視無線台 | 《鹿鼎記》                         | 阿珂       |
| 1985年 | 中視無線台 | 《楚留香新傳·鸚鵡傳奇》            | 血奴       |
| 1986年 | 中視無線台 | 《武林外史》                       | 朱七七     |
| 1986年 | 中視無線台 | 《絳雪玄霜》                       | 陳玄霜     |
| 1987年 | 中視無線台 | 《珍珠傳奇》                       | 崔芙蓉     |
| 1988年 | 中視無線台 | 《王昭君》                         | 王雪君     |
| 1989年 | 中視無線台 | 《陳圓圓》                         | 費貞娥     |
| 1989年 | 中視無線台 | 《情繫半生緣》                     |            |
| 1990年 | 中視無線台 | 《希望之鴿》                       | 小林夏子   |
| 1994年 | 中視無線台 | 《火中蓮》                         |            |
| 1995年 | 中視無線台 | 《天師鍾馗》單元《倩女情仇》       | 公主       |
| 2005年 | 三立台灣台 | 《金色摩天輪》                     | 李淑芳     |
| 2005年 | 華視       | 《真命天女》                       | 蕭夫人     |
| 2007年 | 大愛電視台 | 《回甘人生味》                     | 王淑芬     |
| 2007年 | 民視       | 《愛》                             | 黃愛玲     |
| 2008年 | 大愛電視台 | 《冬筍的滋味》                     | 秀鳳       |
| 2008年 | 台視       | 《懷玉傳奇 千金媽祖》              | 林怡萍     |
| 2009年 | 台視       | 《嘉慶君遊台灣》第1单元：贞节牌坊  | 林阿水     |
| 2011年 | 中天娛樂台 | 《戀戀阿里山》                     | 梅姐       |
| 2011年 | 大愛電視台 | 《幸福的滋味》                     | 郭母       |
| 2011年 | 大愛電視台 | 《丘醫師的願望》                   | 蔡錦春     |
| 2011年 | 大愛電視台 | 《聽見心的聲音》                   | 李母       |
| 2012年 | 中視無線台 | 《翻糖花園》                       | 林嬌嬌     |
| 2013年 | 大愛電視台 | 《快樂總鋪師》                     | 蔡素       |
| 2013年 | 公視       | 《沒有名字的甜點店》               | Allen媽    |
| 2014年 | 三立台灣台 | 《阿母》                           | 蔡罔腰     |
| 2014年 | 華視       | 《巷弄裡的那家書店》               | 向林燕     |
| 2015年 | 民視       | 《廉政英雄》第32单元：真相         | 簡甜       |
| 2015年 | 三立台灣台 | 《世間情》                         | 古玉倫     |
| 2015年 | 大愛電視台 | 《幸福來牽手》                     | 何母       |
| 2015年 | 三立都會台 | 《軍官·情人》                      | 康繡玉     |
| 2016年 | 八大第一台 | 《命運交叉路》第二單元：現代羅密歐 | 吳貴美     |
| 2016年 | 三立都會台 | 《狼王子》                         | 陳媽媽     |
| 2018年 | 公視       | 《紡綞蟲的記憶》                   | 韓素貞     |
| 2018年 | 大愛電視台 | 《智子之心》                       | 林芬芳     |
| 2018年 | 台視       | 《高校英雄傳》                     | 曾淑寧     |
| 2019年 | 三立都會台 | 《一千個晚安》                     | 陳麗美     |
| 2020年 | 大愛       | 《殷緣天成》                       | 盧母       |
| 2020年 | 大愛       | 《大林學校》                       | 江水蓮     |
| 2021年 | 大愛       | 《阿芬的幸福修練》                 | 阿香       |
| 2021年 | 大愛       | 《一路芬芳》                       | 王李水鳳   |
| 2022年 | 三立台灣台 | 《天之驕女》                       | 蘭花(蘇珊) |
| 2025年 | GOOD TV    | 《幸福宅一起》                     |            |

## 電影
| 年份   | 片名               | 飾演     |
| 1983年 | 《台西風雲》       |          |
| 1984年 | 《情人看刀》       | 高唐公主 |
| 1988年 | 《記得當時年紀小》 |          |
| 1989年 | 《英雄無膽》       | 黑龍妻   |
| 1989年 | 《0099大發財》     |          |

## 外部連結
- 陳玉玫的Facebook專頁
- 陳玉玫在香港影庫上的簡介